# 諾夫峰

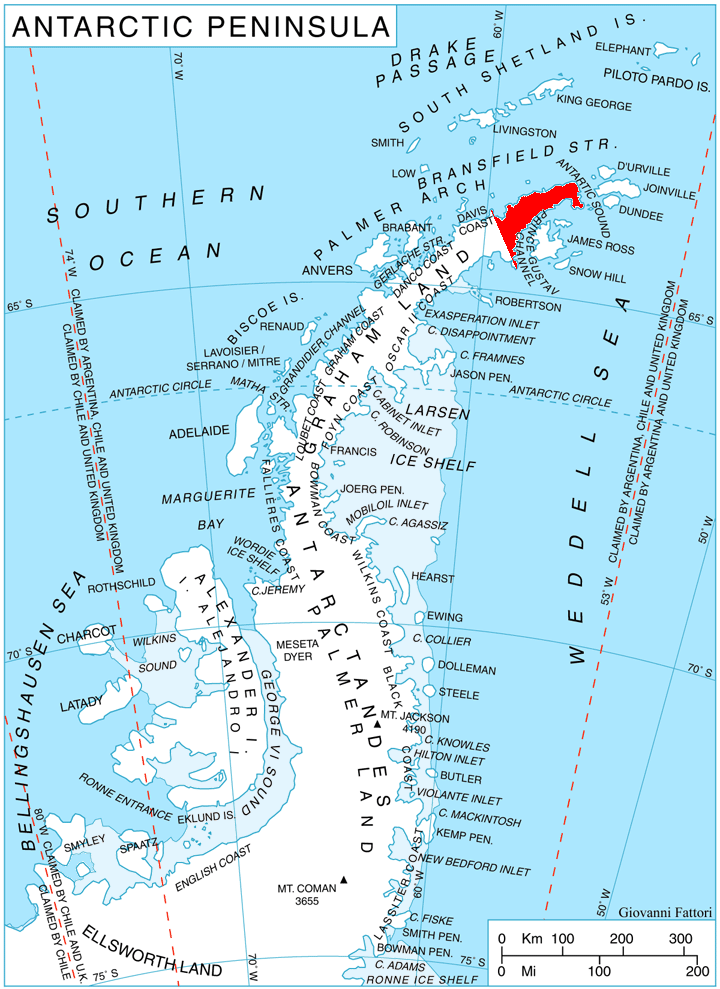

諾夫峰（英語：Nove Peak）是南極洲的山峰，位於帕默群島的特里尼蒂半島，處於克勞恩峰以北1.07公里、科納峰東北面6.57公里、馬雷斯科角東南面6.8公里和拉爾迪戈峰西北面4.52公里，屬於馬雷斯科嶺的一部分，海拔高度超過1,000米，以保加利亞北部鄉鎮命名，現時由南極條約體系管理。